# Michiel van Oms en Sentmenat
Michiel van Oms en Sentmenat (begin 16de eeuw – overleden in 1576) is een Catalaanse seculiere kanunnik en koster van het domkapittel van Elna en politicus. Hij was een telg uit het adellijke geslacht van de heren van Oms in het graafschap Rosselló, in het koninkrijk Frankrijk. Het is onbekend of hij in Oms geboren is. Hij was de zoon van Berenguer IV van Oms en Anna van Sentmenat. Door zijn afkomst had hij van beide zijden goede relaties met de machthebbers van zijn tijd. Zijn broer Anton had een hoge functie in de marine. Michiel vervulde twee mandaten als voorzitter en vertegenwoordiger van de geestelijke stand in de Generalitat.
In juli 1548 werd hij voor de eerste keer door de Staten Generaal verkozen tot president van de Generalitat de Catalunya. Kort na de verkiezing moest hij een delegatie met Keizer Maximiliaan II ontvangen, op zijn reis naar Madrid waar hij met zijn nicht Maria van Spanje zou trouwen.
Een eerste conflict in Perpinyà tussen de afgevaardigden en de vertegenwoordiger van de koning. De soldaten werden, tegen de gebruiken in, bij burgers gelogeerd, en niet in de citadel. Dit zorgde voor veel ongemak en kosten en leidde tot protesten. Op bevel van de vertegenwoordiger van de keizer, Juan Fernández-Manrique de Lara y Pimentel werden een paar weerbarstige burgers gevangen gezet en zonder proces veroordeeld. Michiel van Oms leidde een delegatie die naar Duitsland reisde om hun klachten voor de keizer uit te drukken. De Generalitat heeft klacht ingediend tegen Pimentel, omdat hij het principe uit de Constitucions Catalanes dat «niemand mag veroordeeld worden zonder onderzoek en proces» niet gerespecteerd had.
Het tweede mandaat (22 juli 1560 – 26 augustus 1563) aan het hoofd van de Generalitat was ook niet rustig. Zoals het in eerdere tijden was gebeurd, had Catalonië danig last van de Turkse en Barbarijse zeerovers in het westelijke Middellandse Zeegebied, die een ernstige bedreiging voor het economische leven van het prinsdom beduiden. Ook binnenlands is het niet veel rustiger. Het triënnium zal worden gekenmerkt door een permanent conflict op drie fronten tussen de koning en de vertegenwoordigers van het land: de groeiende vraag naar hervorming van de kloostes, de kwestie van de verdeling van de bevoegdheden tussen de onderkoning en de Koninklijke Raad en de acties van de inquisitie. De koning probeert controle te krijgen over de Catalaanse kloosters en hun inkomsten door een Pedro Morejón, een visitator uit Castilië aan te stellen en door de kloosters administratief aan Castiliaanse kloosters ondergeschikt te maken. Het klooster van Montserrat komt onder de leiding van het Benedictusklooster van Valladolid. De standen verzetten zich tegen deze maatregelen die in strijd met het Catalaanse gewoonterecht zijn. De rol van Michiel van Oms in dit conflict is niet bijzonder schitterend. Hij probeert neutraal te blijven en trekt zich uit de discussie terug. Hij laat het probleem aan de vertegenwoordigers van de militaire en de koninklijke stand en neemt niet deel aan de delegatie die de standen naar de koning sturen. Ook in het nonnenklooster van Sinte-Maria van Jonqueres blijft het conflict smeulen.
De conflichten met de onderkoning en de Inquisitie zijn permanent. Tijdens een mis op 23 maart in de Kathedraal van Barcelona hadden de inquisiteurs ongevraagd op de ereplaatsen vlak voor het altaar plaatsgenomen en weigerden op te stappen. Het kwam tot een handgemeen tussen een officier van de inquisiteurs met de wachtmeester van de stad. De drie standen delen hun zorgen over de opkomst van het lutheranisme in Frankrijk en willen de grenzen sluiten en de vele Fransen verbannen. Het strijd tussen de standen en de koning die streeft naar absolute macht, die ook elders in Europa plaatsvindt, neemt ook in prinsdom toe. De onderkoning, vertegenwoordiger van het huis Aragon en de standen komen nauwelijks nog tot een vergelijk. De koningsgetrouwe Miquel d'Oms blokkeert de initiatieven van de machtigste families om de wetgevende bevoegdheid van de Generalitat uit te breiden.